# Тиберий Клавдий Брадуа Атик
Тиберий Клавдий Брадуа Атик (на латински: Tiberius Claudius Marcus Appius Atilius Bradua Regillus Atticus) e политик и сенатор на Римската империя през II век.

## Биография
Брадуа Атик произлиза от Атина и е син на Ирод Атик, който не му дава наследство, получава такова само от майка си.
По времето на император Антонин Пий той е приет в патрицийанското съсловие. През 185 г. Брадуа Атик е консул заедно с Триарий Матерн Ласкивий. През 191/192 г. (187/188?) той става архонт в Атина, през 209/210 г. става хералд и честван като euergetes („помагач“) на града.